# Álex Quillo
Alejandro Rodríguez Rivas (La Línea de la Concepción, Cádiz, España, 7 de octubre de 1986), conocido como Álex Quillo, es un exfutbolista español que jugaba de centrocampista.

## Trayectoria
Desde los 14 años perteneció a la cantera del Atlético de Madrid. Fue convocado en varias ocasiones con el primer equipo, y debutó en Granada en un partido de la Copa del Rey. 
En 2009 fichó por la Unión Deportiva Almería de la Primera división de España por seis temporadas. En 2010 rescindió contrato con el club almeriense y fichó por el Recreativo de Huelva de la Segunda División de España donde permaneció hasta la campaña 2011-2012.
En 2012 realizó la pretemporada en el F. C. Cartagena para luego abandonar dicho equipo y entrenarse con la Real Balompédica Linense, equipo de su ciudad natal. Ese año integró el plantel del Lucena Club de Fútbol.
En 2013 fue transferido al A. O. Chania, en La Canea, Creta, de la Segunda División de Grecia.
En enero de 2016 fichó por el Europa F. C. de Gibraltar. En este equipo estuvo durante seis años en los que jugó más de 200 partidos. Posteriormente pasó por el Mons Calpe S. C., donde puso fin a su carrera en 2023.

## Clubes
| Club                   | País      | Año       |
| ---------------------- | --------- | --------- |
| Atlético de Madrid "B" | España    | 2006-2009 |
| U. D. Almería          | España    | 2009-2010 |
| Recreativo de Huelva   | España    | 2010-2012 |
| Lucena C. F.           | España    | 2013      |
| A. O. Chania           | Grecia    | 2013      |
| C. D. Mairena          | España    | 2014-2015 |
| Europa F. C.           | Gibraltar | 2016-2022 |
| Mons Calpe S. C.       | Gibraltar | 2023      |